# Episodi di Laverne & Shirley (seconda stagione)
La seconda stagione della sit-com Laverne & Shirley  è stata trasmessa negli Stati Uniti dal 28 settembre 1976. In Italia questa stagione è trasmessa in prima visione sulle reti locali.
| nº | Titolo originale                 | Titolo italiano | Prima TV USA      | Prima TV Italia  |
| -- | -------------------------------- | --------------- | ----------------- | ---------------- |
| 1  | Drive! She Said                  |                 | 28 settembre 1976 |                  |
| 2  | Angels of Mercy                  | Angeli custodi  | 5 ottobre 1976    | 19 dicembre 1980 |
| 3  | Bachelor Mothers                 |                 | 19 ottobre 1976   |                  |
| 4  | Excuse Me, May I Cut In?         |                 | 26 ottobre 1976   |                  |
| 5  | Bridal Shower                    |                 | 9 novembre 1976   |                  |
| 6  | Look Before You Leap             |                 | 16 novembre 1976  |                  |
| 7  | Dear Future Model                |                 | 23 novembre 1976  |                  |
| 8  | Good Time Girls                  |                 | 30 novembre 1976  |                  |
| 9  | Two of Our Weirdos Are Missing   |                 | 7 dicembre 1976   |                  |
| 10 | Oh Hear the Angel' Voices        |                 | 21 dicembre 1976  |                  |
| 11 | Guilty Until Proven Not Innocent |                 | 4 gennaio 1977    |                  |
| 12 | Anniversary Show                 |                 | 10 gennaio 1977   |                  |
| 13 | Playing Hooky                    |                 | 11 gennaio 1977   |                  |
| 14 | Guinea Pigs                      |                 | 18 gennaio 1977   |                  |
| 15 | Call Me a Taxi                   |                 | 1º febbraio 1977  |                  |
| 16 | Steppin' Out                     |                 | 8 febbraio 1977   |                  |
| 17 | Buddy, Can You Spare a Father?   |                 | 15 febbraio 1977  |                  |
| 18 | Honeymoon Hotel                  |                 | 22 febbraio 1977  |                  |
| 19 | Hi, Neighbor Book 2              |                 | 1º marzo 1977     |                  |
| 20 | Frank's Fling                    |                 | 8 marzo 1977      |                  |
| 21 | Haunted House                    |                 | 22 marzo 1977     |                  |
| 22 | Lonely at the Middle             |                 | 29 marzo 1977     |                  |
| 23 | Citizen Crane                    |                 | 5 aprile 1977     |                  |